# 冨永格五郎

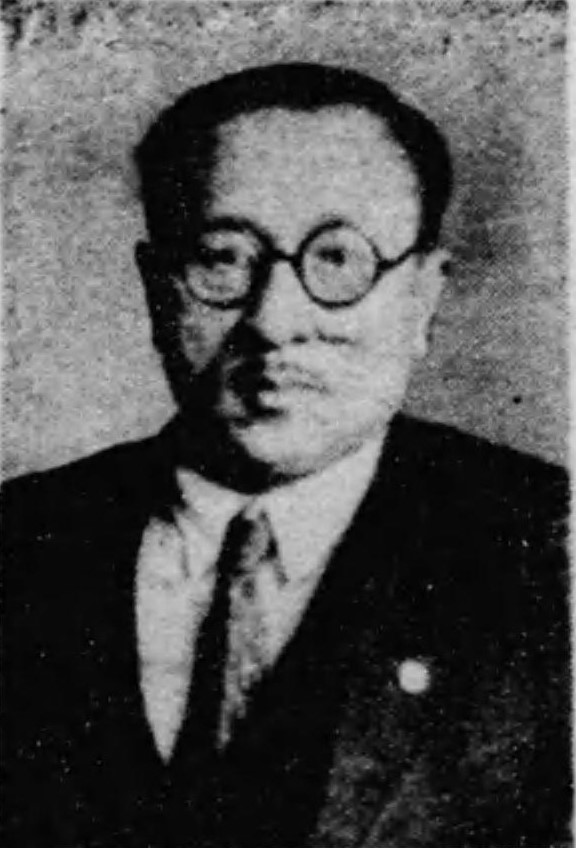
冨永格五郎

冨永 格五郎（とみなが かくごろう、1894年9月23日 - 1954年9月26日）は、日本の政治家。衆議院議員（2期）。

## 経歴
北海道出身。1915年旧制函館中学校(現・北海道函館中部高等学校)卒。函館市議、北海道議を経て、北海商報社代表取締役、函館水産物、巴冷蔵各(株)社長などを務める。
1946年の第22回衆議院議員総選挙で北海道1区(大選挙区制)から立候補するが落選。翌1947年の第23回衆議院議員総選挙において北海道3区から立候補して初当選。1949年の第24回衆議院議員総選挙では民主自由党公認で立候補して当選した。この間衆議院水産委員長や民主自由党総務を歴任した。1952年の第25回衆議院議員総選挙では自由党公認で立候補して落選。1953年の第26回衆議院議員総選挙には立候補しなかった。1954年9月26日、青函連絡船洞爺丸が折からの台風（所謂洞爺丸台風）に遭遇し、函館市七重浜で沈没する海難事故（洞爺丸事故）の為に落命した。